# Spatula hottentota

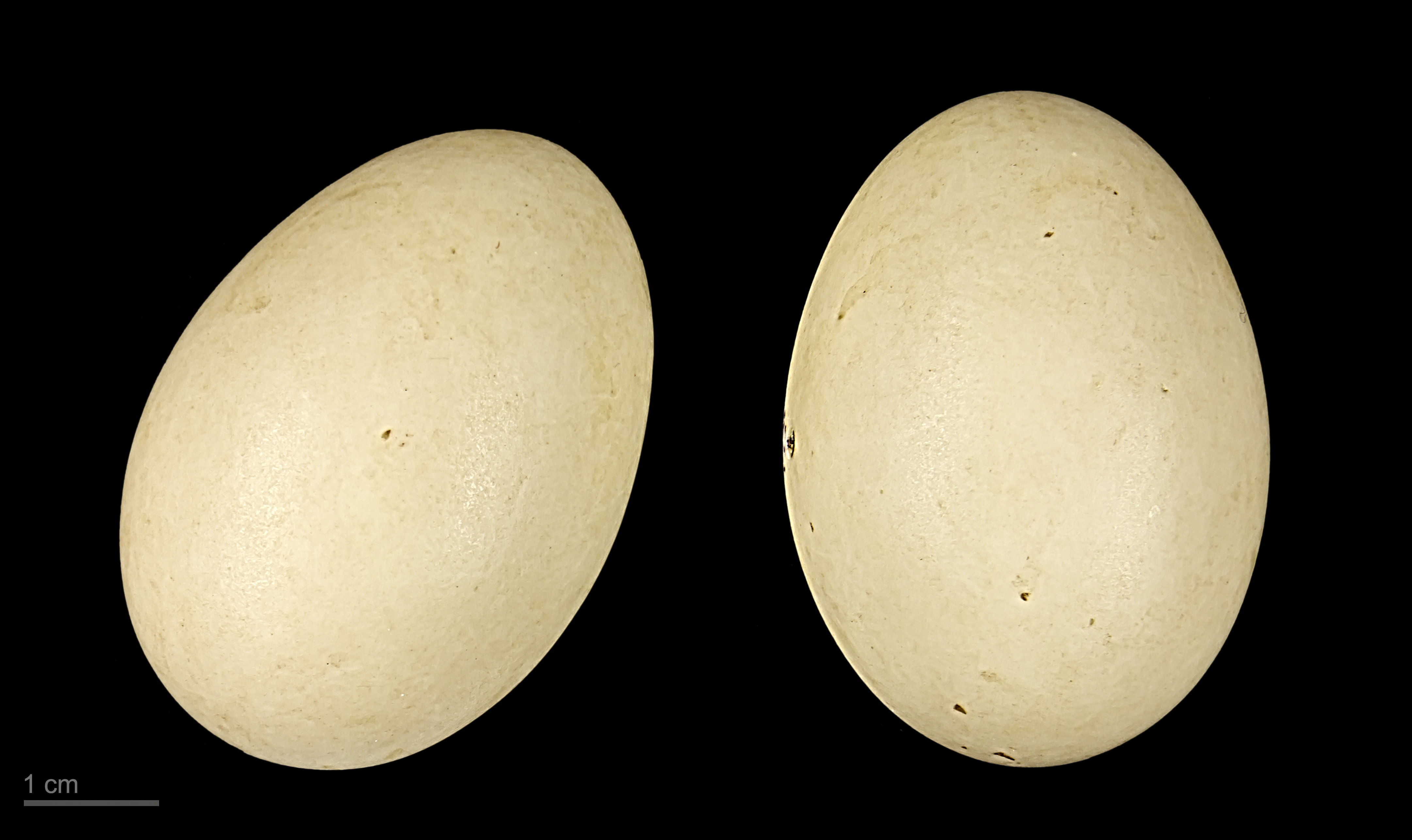
Spatula hottentota

L'alzavola ottentotta o anatra ottentotta (Spatula hottentota (Eyton, 1838)) è un uccello della famiglia degli Anatidi.

## Descrizione
È la più piccola specie appartenente al genere Spatula, presenta una testa e una nuca nera mentre guance e gola sono bianco-nocciola. La parte posteriore è bruno-nero, il petto è colore marrone variegato di nero. Le penne delle ali presentano uno specchio verde. Il becco è grigio-azzurro, i piedi sono grigi.
La lunghezza è compresa tra i 30–35 cm, il peso è di circa 240 grammi, le femmine sono leggermente più piccole.

## Biologia

### Alimentazione
Si nutre di insetti, molluschi, semi e vegetali. 

### Riproduzione
Vengono deposte in media 5-8 uova, la cova dura 22 giorni, i piccoli nati impiegano circa 5 settimane per crescere.

### Voce
Si tratta di una specie abbastanza silenziosa, il maschio emette un verso ad alta frequenza, la femmina invece emette un quack nasale.

## Distribuzione e habitat
È diffusa nel sud-est dell'Africa e in Madagascar, frequenta laghi e stagni in spazi aperti e disabitati.